# Rosenstraße 10 (Bad Kissingen)

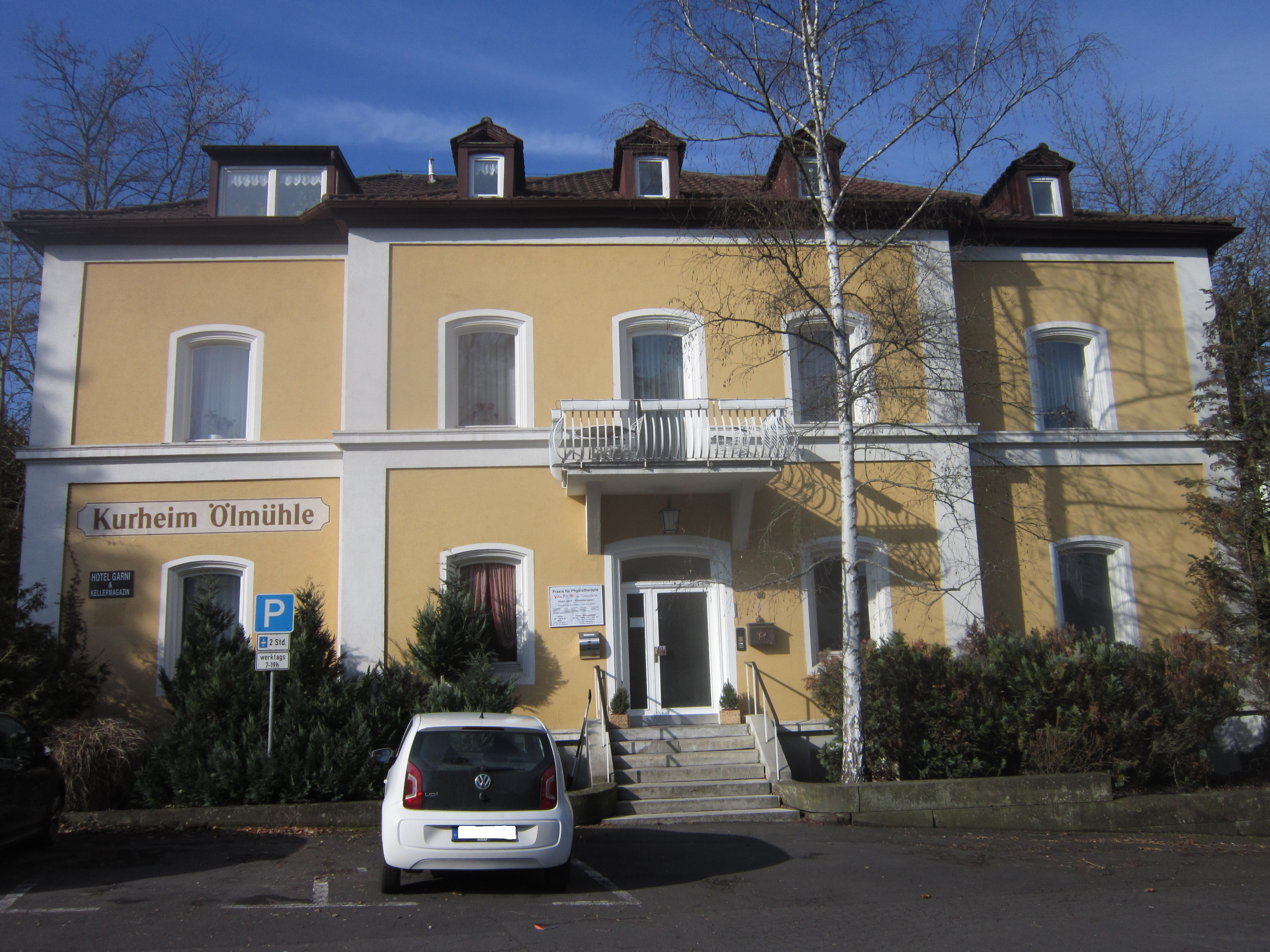
Rosenstraße 10 in Bad Kissingen.

Rosenstraße 10 ist ein Gebäude in Bad Kissingen, der Großen Kreisstadt des unterfränkischen gleichnamigen Landkreises. Es ist als Baudenkmal unter der Nummer D-6-72-114-87 in der Bayerischen Denkmalliste registriert.

## Geschichte
Das Anwesen wurde als Ölmühle im Jahr 1773 am Bad Kissinger Marbach errichtet. Der L-förmige Walmdachbau war ursprünglich einstöckig. An der Gartenfront befindet sich eine Freitreppenanlage.
Mitte des 19. Jahrhunderts wurde es um ein zweites Obergeschoss erweitert und in eine Kurpension umgewandelt.